# Süsterseel

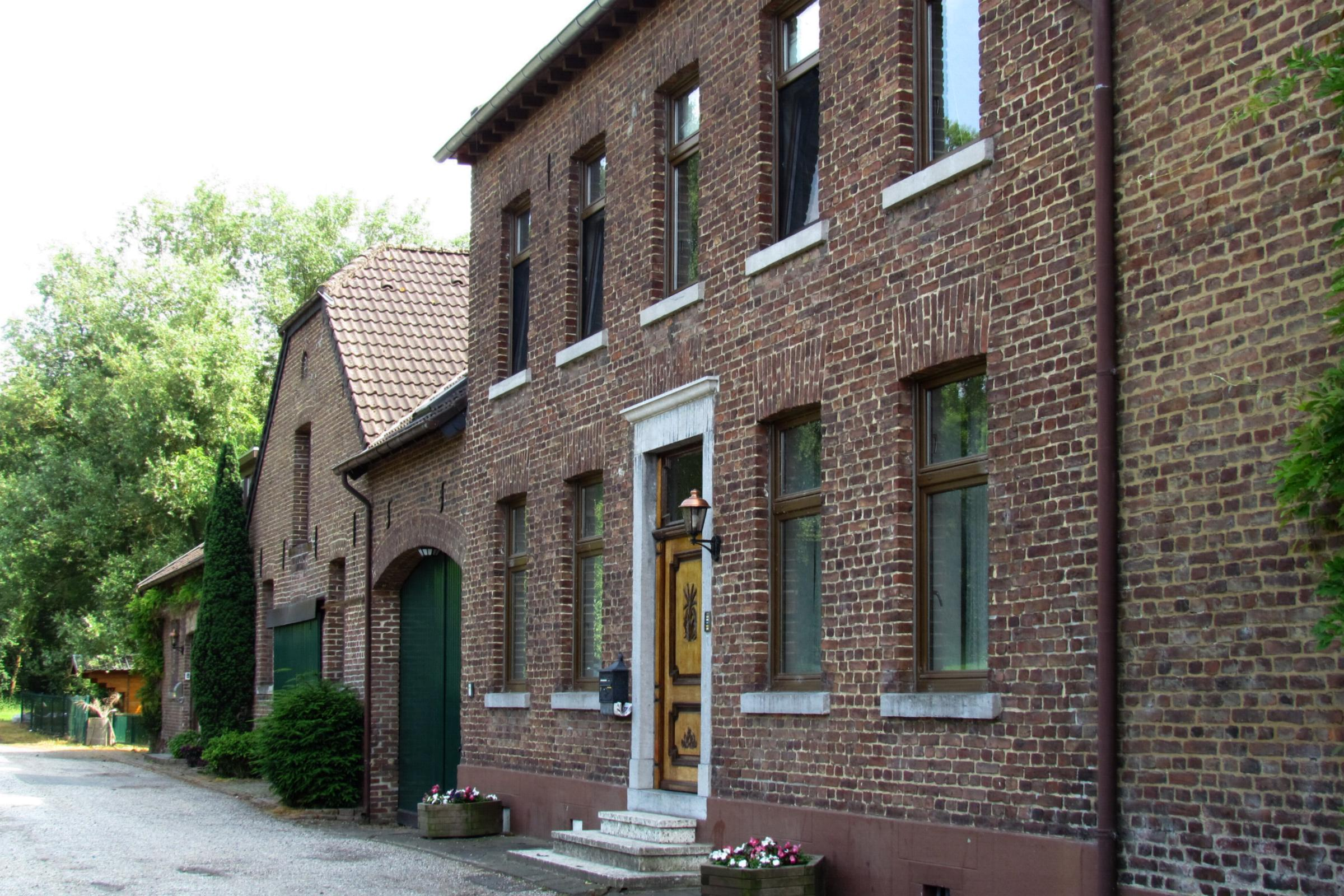
Istrater Mühle

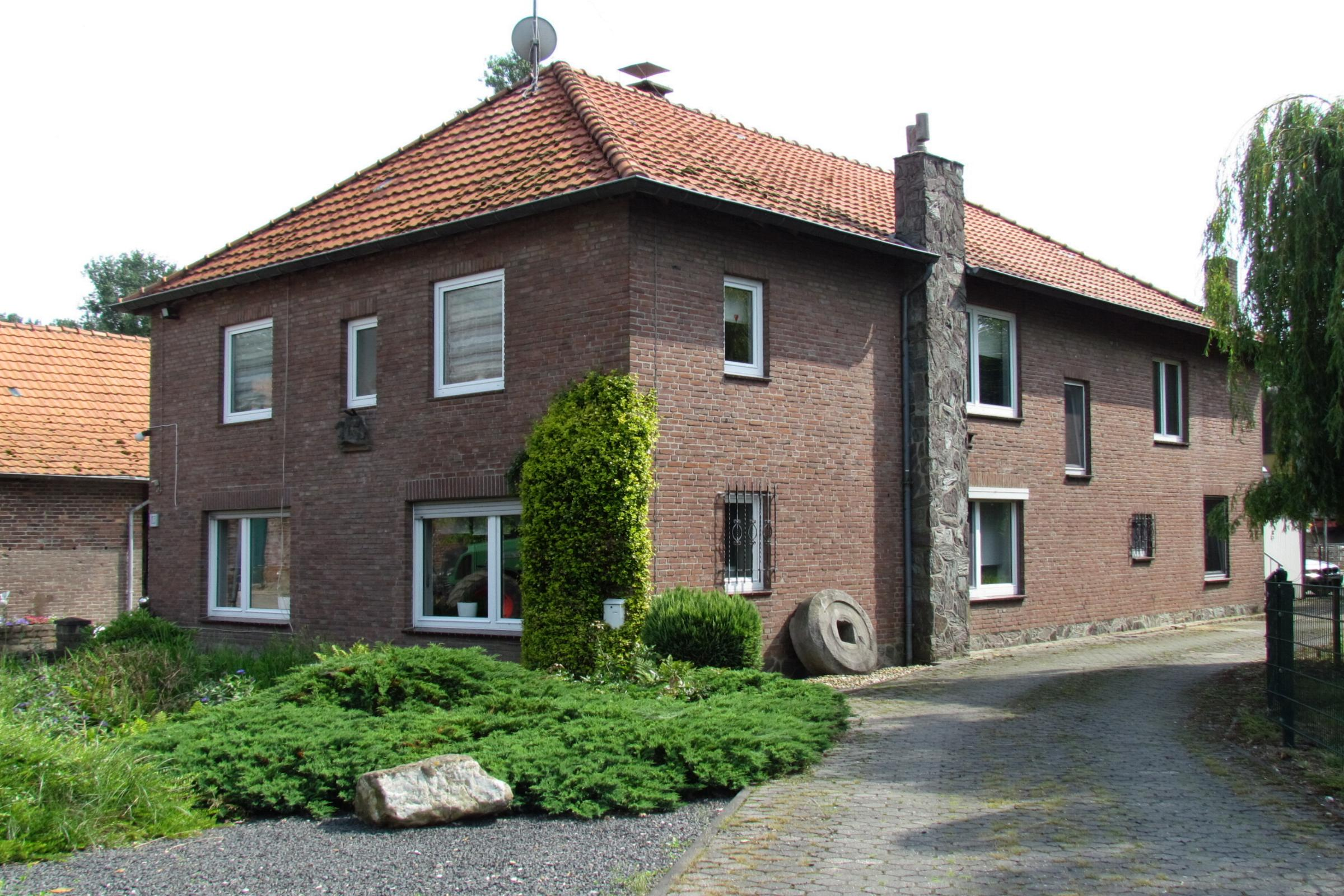
Ingentaler Mühle

Süsterseel ist eine Ortschaft der Gemeinde Selfkant im Kreis Heinsberg in Nordrhein-Westfalen.

## Geographie

### Lage
Süsterseel liegt am Rodebach im südöstlichen Gebiet der Gemeinde Selfkant. Bis zur Herabstufung zur L 47 durchquerte die Bundesstraße 56 sowie die Kreisstraße 15 die Gemeinde. Die Ortschaft an der deutsch-niederländischen Grenze ist benachbart mit der niederländischen Ortschaft Jabeek (NL) nach Süden und der Gemeinde Gangelt nach Osten.

### Gewässer
Bei Starkregen und bei Schneeschmelze fließt das Oberflächenwasser aus dem Bereich Süsterseel in den Rodebach (GEWKZ 281822) und dann weiter in die Maas. Der Rodebach hat eine Länge von 28,918 km bei einem Gesamteinzugsgebiet von 173,385 km².

### Nachbarorte
| Tüddern      | Höngen                                      | Kleinwehrhagen |
| Sittard (NL) | Kompassrose, die auf Nachbargemeinden zeigt | Gangelt        |
| Wehr         | Jabeek (NL)                                 | Etzenrade (NL) |

### Siedlungsform
Süsterseel ist ein beidseitig bebautes Straßendorf am Rodebach.

## Geschichte

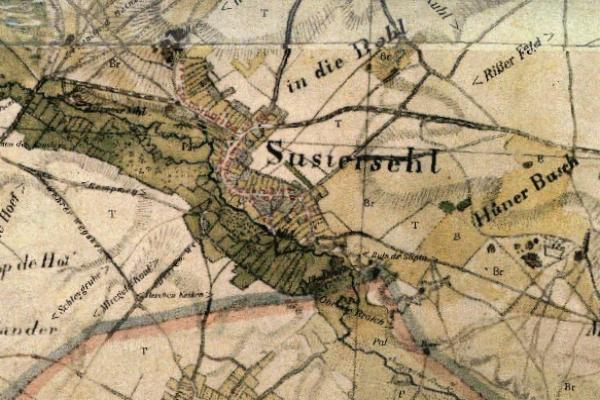
Süsterseel auf der Tranchotkarte 1803–1820

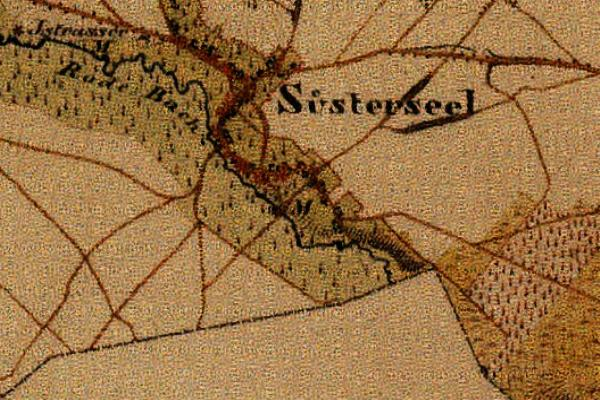
Süsterseel auf der Urkatasterkarte von 1846

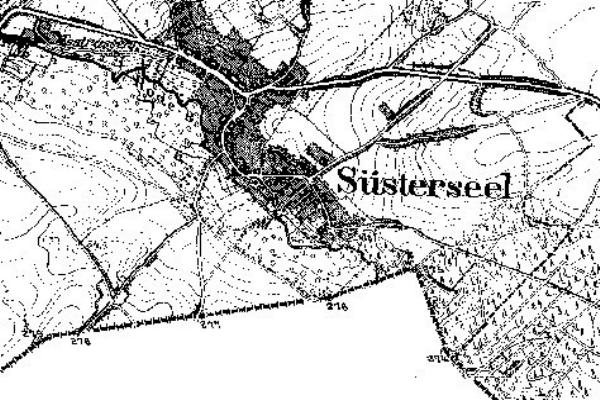
Süsterseel auf der Neuaufnahme von 1912

### Ortsname
- 1225 Sustersele
- 1488 Susteseil
- 1533 Susterseell
- 1820 Sustersehl
- 1850 Süsterseel

### Ortsgeschichte
Süsterseel gehörte früher zum Jülicher Amt Born. Im 14. Jahrhundert lagen in Süsterseel Lehnsgüter der Herrschaft Heinsberg, die dem Adelsgeschlechtes von Schaesberg gehörten. 1448 waren der Hof zu Süsterseel und die Mühle Lehen der Mannkammer Born. Das Patronatsrecht an der Kirche St. Hubert hatten im 13. Jahrhundert die Herren von Valkenburg inne, ein Zweig der Herren von Heinsberg. Süsterseel hatte 1828 insgesamt 575 Einwohner. Die Gemeinde Süsterseel gehörte zum Amt Selfkant.
Vom 23. April 1949 bis zum 31. Juli 1963 stand der Selfkant und damit auch die Gemeinde Süsterseel durch niederländische Annexionspläne unter Auftragsverwaltung. Am 1. August 1963 erfolgte nach Zahlung von 280 Millionen D-Mark die Rückführung.
Mit dem Gesetz zur Neugliederung von Gemeinden des Selfkantkreises Geilenkirchen-Heinsberg vom 24. Juni 1969 trat am 1. Juli 1969 folgende Gebietsänderung in Kraft.
§ 1 (1) Die Gemeinden Havert, Hillensberg, Höngen, Millen, Süsterseel, Tüddern, Wehr (Amt Selfkant) und die Gemeinde Saeffelen (Amt Waldfeucht) werden zu einer neuen amtsfreien Gemeinde zusammengeschlossen. Die Gemeinde erhält den Namen Selfkant.
§ 1 (2) Das Amt Selfkant wird aufgelöst. Rechtsnachfolgerin ist die Gemeinde Selfkant.

### Kirchengeschichte
Die Pfarre St. Hubert Süsterseel war eine eigenständige Kirchengemeinde. Die Bevölkerung besteht zum größten Teil aus Katholiken.
Das genaue Alter der Kirche St. Hubert Süsterseel ist nicht bekannt. Das Patronat der Kirche lag bei den Herren von Valkenburg. 1533 hatte die Kirche zwei Vikarien, eine für den Marienaltar, die zweite für den Altar der hl. Mutter Anna. 1702 wurde die Kirche im spanischen Erbfolgekrieg verwüstet. Heute gehört die Kirche zum Dekanat Gangelt.
Nach den Kriegszerstörungen im 17. und 18. Jahrhundert wurde 1722 eine neue Kirche gebaut. Weil im 19. Jahrhundert dieser Bau für die Zahl der Kirchenbesucher zu klein war, wurde nach Plan von Johann Burkhart aus Aachen, das Schiff im Osten verlängert und im Westen ein neuer Turm vorgesetzt. Verschiedene Umbauten schlossen sich im Laufe der Jahre an. 1979 war die letzte Renovierung, bei der auch der Chorraum umgebaut wurde.
Im Zuge der Pfarrgemeindereformen im Bistum Aachen wurde die ehemals eigenständige katholische Pfarrgemeinde St. Hubert Süsterseel in die Gemeinschaft der Gemeinden (GdG) St. Servatius Selfkant eingegliedert.

## Politik
Gemäß § 3 (1) der Hauptsatzung der Gemeinde Selfkant ist das Gemeindegebiet in Ortschaften eingeteilt. Süsterseel ist eine Ortschaft und wird nach § 3 (2) von einem Ortsvorsteher in der Gemeindevertretung vertreten. Ortsvorsteher der Ortschaft Süsterseel ist Josef (Seff) Lipperts. (Stand 2021)

## Infrastruktur
- Es existieren mehrere landwirtschaftliche Betriebe mit Tierhaltung, mehrere Pferdehöfe, ein Markt von Edeka und Aldi, Bäckerei – Konditorei, eine Pizzeria, eine SB-Filiale der Kreissparkasse Heinsberg, eine Generalagentur der Nürnberger Versicherung, eine Tankstelle, ein Autohändler, eine Kfz-Werkstatt, eine Arztpraxis, ein Restaurant(s) und eine Gaststätte(n), Firmen für Baustoffe, Holzbau, Metalltechnik, Natursteine, Elektroinstallation, Landtechnik, Heizungsinstallation, elektrische Bauelemente, Ladenbau, Export u. Import, ein Transportunternehmen, ein Ingenieur- und Architekturbüro, eine Werbeagentur, ein Sand und Kieswerk, ein Markt für Teppiche- und Tapeten, ein Bauunternehmer, ein Software- und Computer Dienst, ein Taxi und Mietwagenunternehmen, ein Laden für Blumen, ein Schnellimbiss, eine Schreinerei, eine Tischlerei und ein Nagel-Studio und Frisiersalons.
- Kath. Kindergarten Süsterseel
- Tagespflegestätte Haus Liane
- Jugendzeltplatz des Kreises Heinsberg
- Der Ort hat Anschluss an das Radverkehrsnetz NRW mit Knotenpunkt 44.
- Ein Rasensportplatz und mehrere Tennisplätze sind vorhanden

## Sehenswürdigkeiten

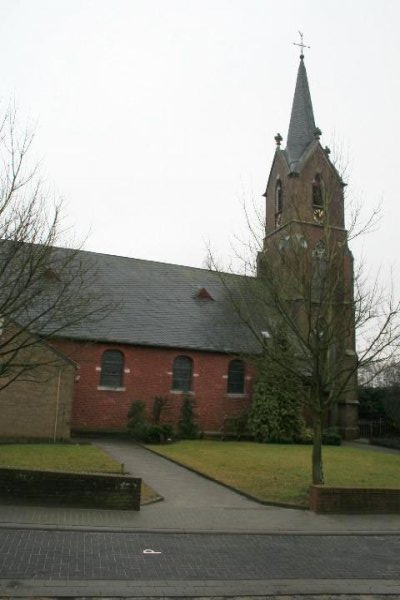
Katholische Pfarrkirche St. Hubertus, als Denkmal Nr. 14

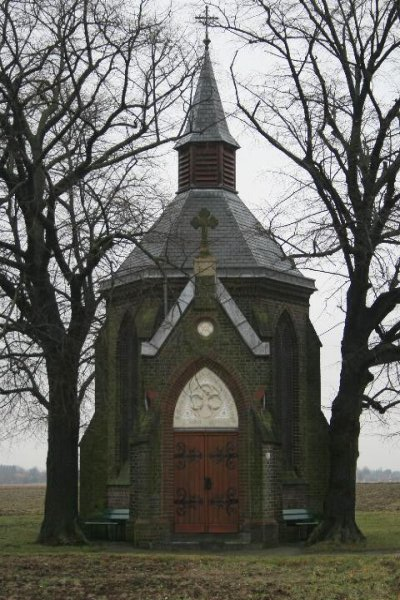
Marienkapelle (Herkenrather Kapelle), als Denkmal Nr. 15

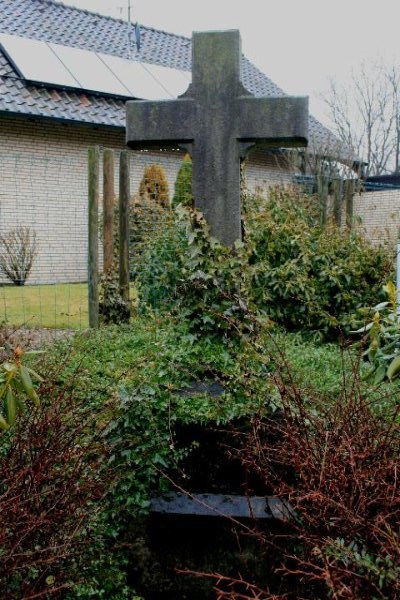
Wegekreuz am Herkenrather Weg, als Denkmal Nr. 25

- Katholische Pfarrkirche St. Hubertus als Denkmal Nr. 14
- Buntverglasung in der katholischen Pfarrkirche[8]
- Marienkapelle als Denkmal Nr. 15
- Wegekreuz am Herkenrather Weg als Denkmal Nr. 25

## Vereine
- Freiwillige Feuerwehr Selfkant, Löscheinheit Hillensberg-Süsterseel
- St. Hubertus Bruderschaft Süsterseel
- Trommler- und Pfeiferkorps Selfkant-Süsterseel
- Instrumentalverein Süsterseel
- Kirchenchor „St. Hubertus“ Süsterseel
- KG „de Kleischötte“ Süsterseel
- FC Wanderlust 1920 Süsterseel e. V.
- SSV Target Süsterseel
- TSV Xanadu Süsterseel
- TC Selfkant-Westerheide e. V. Süsterseel
- Sozialverband VdK Deutschland – Ortsverband Selfkant betreut Süsterseel

## Regelmäßige Veranstaltungen
- Vogelschuss der Bruderschaft St. Hubertus
- Patronatsfest und Kirmes in Süsterseel
- St. Martin-Umzug in Süsterseel
- Autohaus-Meures-Cup (Fußballturnier)

## Verkehr
Bis zur Herabstufung zur L 47 führte die Bundesstraße 56 in Ost-West-Richtung durch das Gemeindegebiet.

### Autobahnanbindung
Die Selfkantautobahn verläuft im Anschluss an die niederländische N 297 Richtung A 2 und übergehend an der Anschlussstelle Heinsberg in die A 46.
| BAB  | Streckenabschnitt                                      | Anschlussstelle    | Entfernung |
| ---- | ------------------------------------------------------ | ------------------ | ---------- |
| A 46 | Heinsberg – Düsseldorf                                 | AS Heinsberg       | 15 km      |
| A 44 | Aachen – Mönchengladbach                               | AS Aldenhoven      | 30 km      |
| A 4  | Aachen – Köln                                          | AS Eschweiler-West | 40 km      |
|      | N 297 Richtung Rijksweg 2 (A 2) Maastricht – Eindhoven | AS Born            | 10 km      |

### Bahnanbindung
Ab Bahnhof Geilenkirchen (ca. 15 km Entfernung)
| Linie | Linienbezeichnung | Linienverlauf                              |
| ----- | ----------------- | ------------------------------------------ |
| RE 4  | Wupper-Express    | Aachen–Mönchengladbach–Düsseldorf–Dortmund |
| RB 33 | Rhein-Niers-Bahn  | Aachen–Mönchengladbach–Duisburg–Essen      |

### Busanbindung
Die AVV-Linien 435, 439 und SB3 der WestVerkehr verbinden Süsterseel mit Gangelt, Geilenkirchen und Sittard.
Zudem verkehrt der Multi-Bus seit dem 9. Juni 2024 kreisweit erweitert und zu einheitlichen Bedienzeiten. Mehr Informationen gibt es bei WestVerkehr.
| Linie | Verlauf |
| ----- | --- |
| 435   | Geilenkirchen Bf – Bauchem – Gillrath – Stahe – Birgden – Kreuzrath – Gangelt – Süsterseel – Hillensberg – Wehr – Tüddern – Höngen  |
| 439   | Millen – Tüddern – (Höngen –) Wehr – Hillensberg – Süsterseel (← Gangelt)                                                           |
| SB3   | Schnellbus: Geilenkirchen Bf – Bauchem – Gillrath – Stahe – Gangelt – Süsterseel – Höngen – Tüddern – Sittard Stadhuis – Sittard Bf |

## Straßennamen
Am Büschken, Am Gatter, Annastraße, Bahnstraße, Birkengrund, Buchenweg, Dechant-Kamper-Straße, Dorfplatz, Eburonenstraße, Eichenweg, Endener Straße, Feldchen, Fichtenhain, Heidestraße, Herkenrather Weg, Höfgensweg, Höngener Weg, Hubertusstraße, Istraten, Jabeeker Weg, Karl-Arnold-Straße, Keltenstraße, Kleiweg, Kiefernweg, Lehnder Weg, Lärchenweg, Nachtigallenweg, Panneschop, Pfarrer-Kreins-Straße, Römer Straße, Schienegraaf, Südstraße, Suestrastraße, Waldstraße

## Persönlichkeiten
- Herbert Mühlenberg (* 1949 in Süsterseel), Pädagoge, Fußballspieler und -trainer